# Polesella
Polesella (Polsèla nel dialetto locale) è un comune italiano di 3 636 abitanti della provincia di Rovigo in Veneto, situato a sud del capoluogo.

## Storia

### Storia antica
Esisteva sicuramente in zona un abitato in epoca romana, documentato dal ritrovamento di resti di tegole tombali.
Si ritiene verosimile la presenza di frequentazioni precedenti in quanto le prime bonifiche in Polesine avvennero in epoca etrusca con lo scavo dei primi scoli, all'epoca chiamate fosse. Gli sforzi etruschi e romani per strappare la terra alle paludi furono vanificati dalla Rotta della Cucca del 589 che riportò allo stato paludoso tutto il Polesine e le valli della bassa veronese.
Il territorio del comune di Polesella cominciò a riemergere dai guasti causati dall'alluvione secolare dell'Adige intorno al X secolo. Fino a quel momento il territorio era stato soggetto al fenomeno dei polesini (una caratteristica che ha dato a tutta la zona il nome proprio di Polesine per antonomasia); vale a dire che occasionalmente alcuni isolotti di terra riuscivano ad emergere tra le paludi e permettevano degli insediamenti che però avevano un carattere di temporaneità, causato dalle continue piene del Po, del Canal Bianco e dell'Adige.

### Nascita e fioritura di Raccano sotto gli Estensi
Il riassesto idrico operato in quei tempi permise di limitare il fenomeno dei polesini e la nascita del primo nucleo abitato stabile, più o meno corrispondente all'attuale frazione di Raccano e all'epoca denominato Orcano. Da notare che, in quel periodo, il corso principale del Po era più a sud e attraversava Ferrara. Sempre in questo periodo fu data una qualche stabilità anche al corso della Fossa che per secoli avrebbe caratterizzato il centro di Polesella (ossia fino alla disastrosa alluvione del novembre 1951).
L'importanza della Fossa è attestata fin dai primi documenti, in quanto permetteva, risalendone il corso, di passare per nave dal Po al Canal Bianco, da dove tramite altri corsi d'acqua si poteva raggiungere anche l'Adige. Il territorio a destra della Fossa fu chiamato Lavigia o Litigia, mentre il territorio a sinistra fu chiamato Policella o Pelosella. È documentata l'esistenza di una parrocchia di Santa Maria di Litiga nel territorio della Litigia, nata contemporaneamente alla parrocchia di Santa Margherita di Orcano.
Con la rotta di Ficarolo del 1152 (che distrusse il centro abitato di Litiga) il corso principale del Po cominciò a passare nell'alveo ora più o meno corrispondente al Poazzo, leggermente più a nord del corso attuale; Raccano, che sorgeva lì, ne ebbe un grosso impulso allo sviluppo. Nel 1271 il tratto di Po compreso tra Raccano e l'odierna Guarda Veneta fu teatro di una battaglia navale combattuta tra la Repubblica di Venezia e Bologna.
Durante il XIII e XIV secolo Raccano fu Podesteria del ducato Estense (una sorta di importante capoluogo con giurisdizione sul territorio da Canaro a Guarda Veneta, da entrambi i lati del Po), importanza tuttora testimoniata dalla chiesa romanica, oggi intitolata alla Natività di Maria Santissima, fondata nel X secolo e in seguito ornata con opere di indubbio valore artistico.
In questo periodo furono anche rifondati i centri di Litiga e Policella, sempre a cavallo della Fossa.

### Nascita e fioritura di Polesella sotto Venezia
Le successive alluvioni del XV secolo spostarono più a sud il corso principale del Po, dove si trova tuttora; Raccano cominciò a decadere e gli abitanti si trasferirono gradualmente sulle nuove rive del grande fiume, unificando i due piccoli borghi preesistenti ai lati della Fossa nell'unico abitato di Polesella. Il centro dell'abitato nacque e crebbe proprio sull'argine, che all'epoca aveva dimensioni molto più modeste rispetto a quelle attuali; ingegnose opere in muratura furono poste in modo da consentire la rapida costruzione di un sopralzo in legno e sacchi di sabbia per evitare l'esondazione del Po nella piazza sottostante nei periodi di piena. Tali opere riuscirono a contenere le piene del Po per diversi secoli, fino al loro smantellamento nel 1957.
Durante il XV secolo, il Polesine fu terra contesa tra la Repubblica di Venezia e il Ducato Estense, che si alternarono più volte nel governo del territorio. Nel 1482, durante la Guerra del Sale, Polesella fu teatro di una battaglia navale che ebbe luogo sul Po, proprio davanti alla Fossa; la vittoria dei veneziani fu determinante per la guerra, e così Polesella nel 1484 passò definitivamente sotto il dominio della Serenissima insieme con tutto il territorio di Rovigo, che all'epoca non comprendeva tutto il Polesine. Polesella divenne così un importante centro strategico, in quanto il Po segnava il confine con gli Estensi solamente nel tratto tra il borgo e Guarda Veneta, ed era dunque l'unico sbocco della Serenissima sul grande fiume.
Il tratto di Po in corrispondenza di Polesella fu il luogo di un'altra e molto più celebre battaglia navale fra la Repubblica di Venezia e il Ducato di Ferrara che si svolse il 22 dicembre 1509 nel corso dei fatti della Lega di Cambrai. La battaglia è stata cantata anche da Ludovico Ariosto nel suo Orlando Furioso (canto 40, 2, vv. 1-4).
L'importante vittoria dell'artiglieria estense, che distrusse la flotta nemica e catturò le navi superstiti, ebbe l'unico effetto di fermare l'avanzata veneziana; infatti al termine della guerra Polesella tornò a far parte della Serenissima e ne condivise le sorti fino alla sua fine, avvenuta nel 1796 ad opera di Napoleone I di Francia. Durante i tre secoli di dominazione Veneziana Polesella crebbe grazie all'importantissima posizione strategica; durante il XVI secolo fu costruito il Sostegno, una sorta di ponte con un'ampia chiusa che serviva ad evitare che le acque del Po, nei periodi di piena, rigurgitassero nella Fossa. Alcune importanti famiglie Veneziane costruirono una villa o una loro abitazione a Polesella: tra questi i Grimani, i Donà, i Foscari e i Morosini.
Durante la guerra di Castro, che in Polesine vide contrapposte la Repubblica di Venezia e lo Stato Pontificio, nel 1644 furono costruite a Polesella importanti opere militari, che con la loro imponenza riuscirono nel loro scopo di tenere le (fortunatamente poche) battaglie lontano dal centro.
Raccano negli anni fu progressivamente abbandonata; ciò nonostante, la chiesa continuò a servire anche i fedeli di Polesella. La basilica parrocchiale fu posta nella sua sede attuale e dedicata alla Beata Vergine del Rosario solamente nel 1730.

### La storia moderna
Nel 1796 la Serenissima cadde e Polesella seguì le vicissitudini del Veneto sotto la dominazione francese; in particolare, entrò a far parte insieme con tutto il Polesine e il territorio di Ferrara nel dipartimento del Basso Po.
Chiusa la parentesi della dominazione francese, nel 1815 l'importanza strategica di Polesella restò immutata: il confine tra il Regno Lombardo Veneto e lo Stato Pontificio fu spostato fino a comprendere tutti i territori del Polesine a nord del Po, dando alla provincia di Rovigo l'aspetto che ha tutt'oggi. Il Po, navigabile, restava un'importantissima via di comunicazione, e i battelli che ne salivano e scendevano il corso fermavano anche a Polesella, favorendo l'economia.
Durante il Risorgimento furono molti i patrioti che attraversarono il Po a Polesella, dove il grande fiume restringe temporaneamente il suo corso, soprattutto dopo che Ferrara passò sotto il Regno di Sardegna (in seguito Regno d'Italia) nel 1859. Infine, dopo la terza guerra di indipendenza anche Polesella passò sotto il Regno d'Italia nel 1866.
In questo modo venne a cessare l'importanza strategica di Polesella, che non fu più territorio di confine. La costruzione della linea ferroviaria e della strada carrabile che unirono Ferrara con Rovigo nei primi anni del dominio Savoia, ebbe a Polesella il solo effetto di limitare la crisi economica che si abbatteva in quegli anni su tutto il resto del Polesine. Così anche i contadini di Polesella si unirono alle rivolte de "La Boje!" degli anni 1880, alle quali non fu data una reale soluzione politica. Cominciò dunque l'esodo degli abitanti verso il Messico e il Sud America, insieme a tanti altri veneti che vedevano nelle terre del nuovo continente l'unica reale speranza di continuare a vivere dignitosamente.
La crisi economica e culturale è dimostrata anche dalla mancata ricostruzione del teatro, dopo che il 19 luglio 1892 una improvvisa tromba d'aria, conosciuta nelle cronache dell'epoca come "il ciclone di Polesella", distrusse buona parte dell'abitato causando morti e feriti. Il ciclone distrusse anche il palazzo Grimani in piazza, allora sede del comune; la sede fu ricostituita nell'ex palazzo delle poste austriache mentre i resti del palazzo furono inglobati in costruzioni successive.
A risollevare le sorti economiche di Polesella fu la costruzione, nel 1899, del caratteristico ponte galleggiante; notevole come l'opera fu finanziata dal comune di Canaro. Il ponte consisteva in una serie di chiatte legate una all'altra che attraversavano per 400 metri il corso del fiume e collegavano Polesella con Ro Ferrarese; la parte centrale del ponte poteva essere slegata per permettere il passaggio delle imbarcazioni, mentre un ingegnoso sistema di rampe ad altezze diverse permetteva di accedere al ponte qualunque fosse il livello del fiume.
La storia di Polesella si confonde con quella del Polesine per tutto l'inizio del XX secolo: la prima guerra mondiale tocca la città nel suo tributo di vite umane ma non per fatti bellici diretti, e durante il ventennio del regime Fascista si registrano solo fatti di cronaca come la piena del 1926, anche questa volta contenuta dai sopralzi subito approntati sull'argine, o la gelata dell'inverno 1929, quando si poté addirittura attraversare il Po a piedi o su rudimentali slitte. Durante la seconda guerra mondiale Polesella fu bombardata più volte dagli alleati, tra il 1944 e il 1945, proprio per la presenza del ponte galleggiante sul Po.

### L'alluvione del 1951 e la storia contemporanea
Nell'immaginario contemporaneo Polesella è indissolubilmente legata alla disastrosa alluvione del 1951, che fu mal gestita dai responsabili del Genio Civile: da sempre infatti i veneziani, al verificarsi delle alluvioni del Po, procedevano al taglio degli argini della Fossa in modo da consentire l'efflusso delle acque verso il mare Adriatico, tanto che ancora adesso si usa chiamare "el Taj" ("il taglio") la zona in cui avveniva il taglio degli argini. All'epoca però i tecnici del Genio Civile pensarono che gli argini della Fossa potessero contenere l'alluvione nel catino compreso tra Occhiobello e Polesella, ma la portata della piena venne sottovalutata con conseguenze tragiche.
Da questo evento ha avuto origine la Polesella odierna.
La carestia che si abbatté sul Polesine provocò una enorme ondata migratoria, in particolare verso il triangolo industriale, che non risparmiò Polesella. Chi rimase non si perse d'animo e recuperò rapidamente la terra dai disastri dell'alluvione.
La Fossa, considerata ingiustamente causa di parte dei disastri prodotti dall'alluvione, fu tombata e lo storico Sostegno fatto costruire dai veneziani fu abbattuto. Si decise infine di rialzare notevolmente gli argini del Po lungo tutto il territorio polesano; il centro vitale di Polesella (il "Liston"), che si era formato proprio sul vecchio argine, fu così abbattuto nel 1957 e ricostruito sul tratto tombato della Fossa. Queste trasformazioni hanno stravolto l'aspetto originario del paese, che da unico e caratteristico villaggio affacciato sul Po, divenne una cittadina rivierasca come tante altre.
Nel 1980 anche il ponte galleggiante fu smantellato e sostituito dal moderno ponte in cemento armato.
Recentemente Polesella è tornata ad essere una città dotata di una certa attrattiva e ha incrementato notevolmente il numero dei propri abitanti.

### Simboli
Lo stemma è stato riconosciuto con D.P.C.M. del 21 gennaio 1961.
Il gonfalone, concesso con D.P.R. del 16 marzo 1961, è un drappo di azzurro.

## Monumenti e luoghi d'interesse

### Architetture religiose
Tutti gli edifici religiosi del territorio sono amministrativamente parte della Diocesi di Adria-Rovigo, più precisamente del vicariato di Crespino-Polesella.

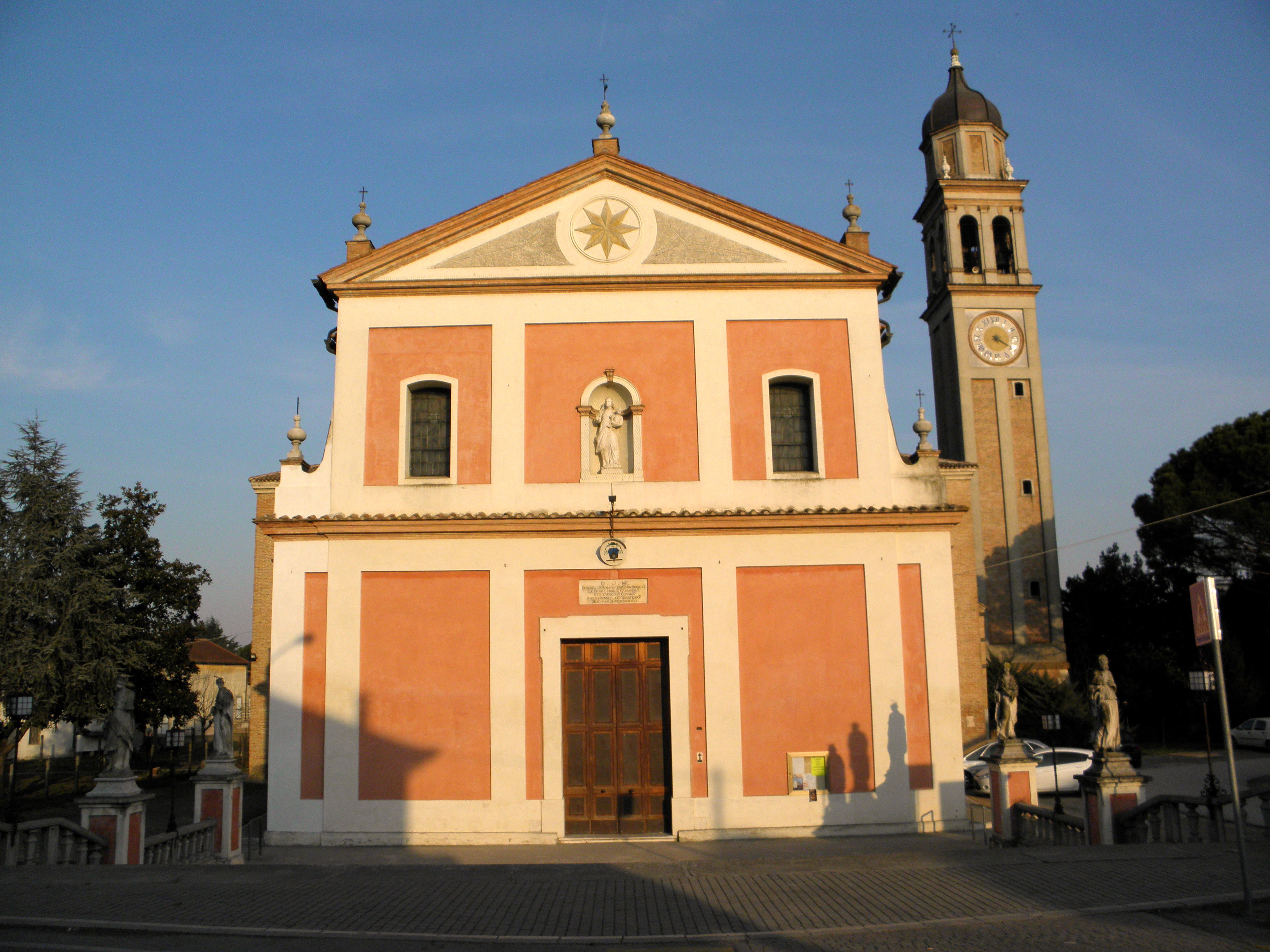
Chiesa della Beata Vergine del Rosario (XVIII secolo).

- Chiesa della Beata Vergine del Rosario (XVIII secolo). Edificata nel 1737 ed intitolata alla Madonna del Rosario, si trova sulla direttiva che da nord arriva al centro del paese verso l'argine polesano del Po. Costruita sotto il piano stradale deve essere raggiunta tramite una scalinata ornata da statue e custodisce al suo interno tele di scuola veneziana. Per la suddivisione territoriale della chiesa cattolica è sede della parrocchia di Polesella ed è elevata a titolo di arcipretale e basilica minore

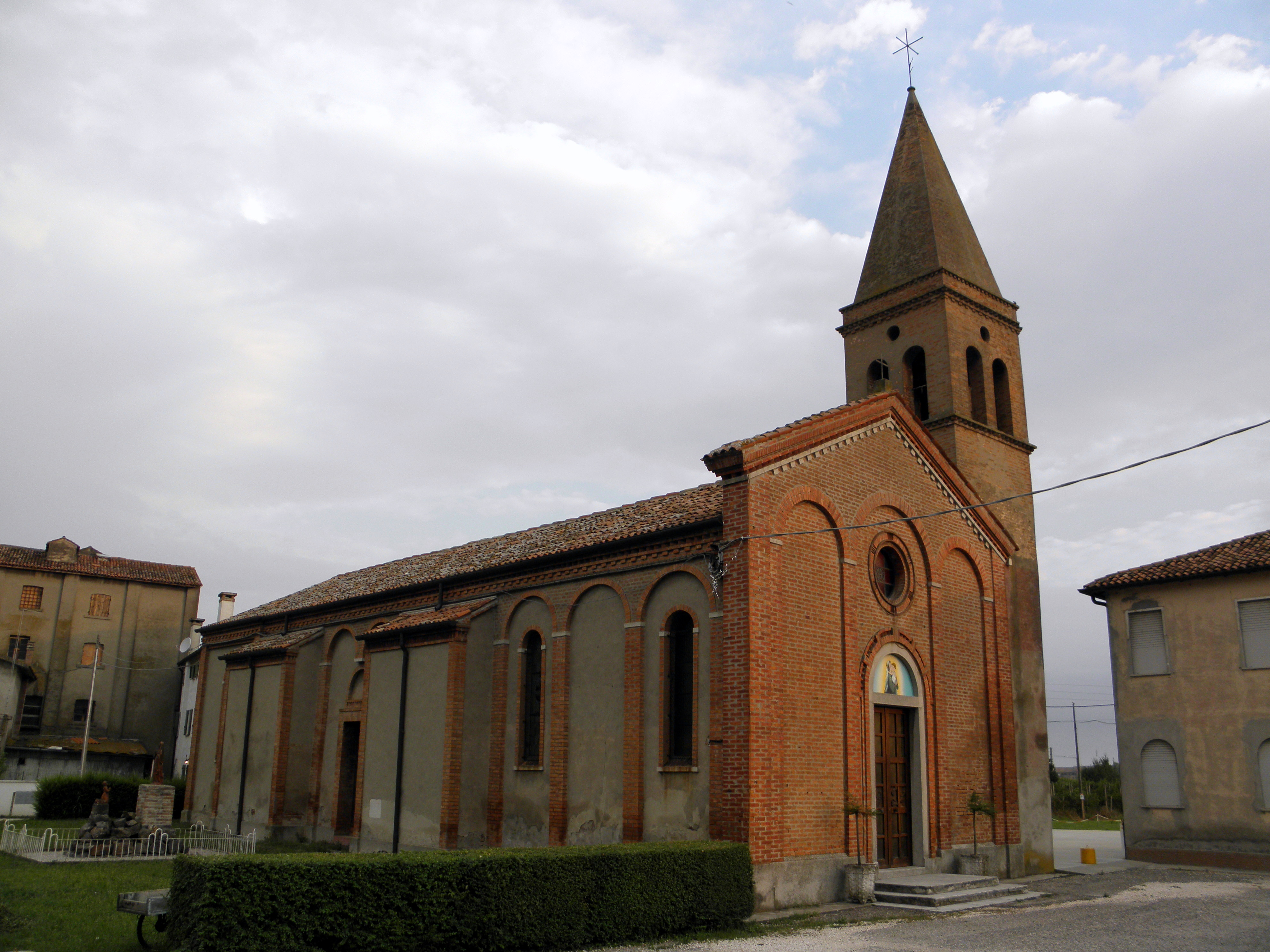
Chiesa della Natività di Maria nella frazione di Raccano.

- Chiesa della Natività della Beata Vergine Maria nella frazione di Raccano (X-XIII secolo)
- Oratorio di San Gaetano
- Oratorio di San Pietro
- Oratorio della Beata Vergine del Rosario - Val Siera (fine XVIII secolo). Sito nei pressi dell'argine della Fossa Polesella in direzione del Canalbianco a qualche km a nord dell'abitato, venne realizzato nel 1786 come cappella privata dell'abitazione di Bellino Zamboni su concessione dell'allora papa Pio VI come si evince da una sua breve. Non è precisamente noto quando iniziò la sua decadenza, ma presumibilmente alla metà del XVIII secolo doveva essere già inutilizzato perché restano agli atti un rinnovo dell'indulto chiesto al papa da parte della famiglia, per assistere alla messa. Dell'edificio restano solo rovine. La struttura, dalla quale si deduce elementi architettonici tipici degli edifici religiosi, al 2012 è gravemente compromessa dalla vegetazione cresciutavi all'interno.[7]
- Oratorio della Madonna della Salute (XVIII secolo). Cappella gentilizia di Ca' Rosetta edificata successivamente alla villa e commissionata dai Rosetta per poter presenziare alle funzioni religiose. Presente al suo interno una Madonna col Bambino, dipinto firmato Jacopo Contiero, mentre un furto l'ha privata di un coro ligneo.[7]

### Architetture civili

#### Palazzi e Ville

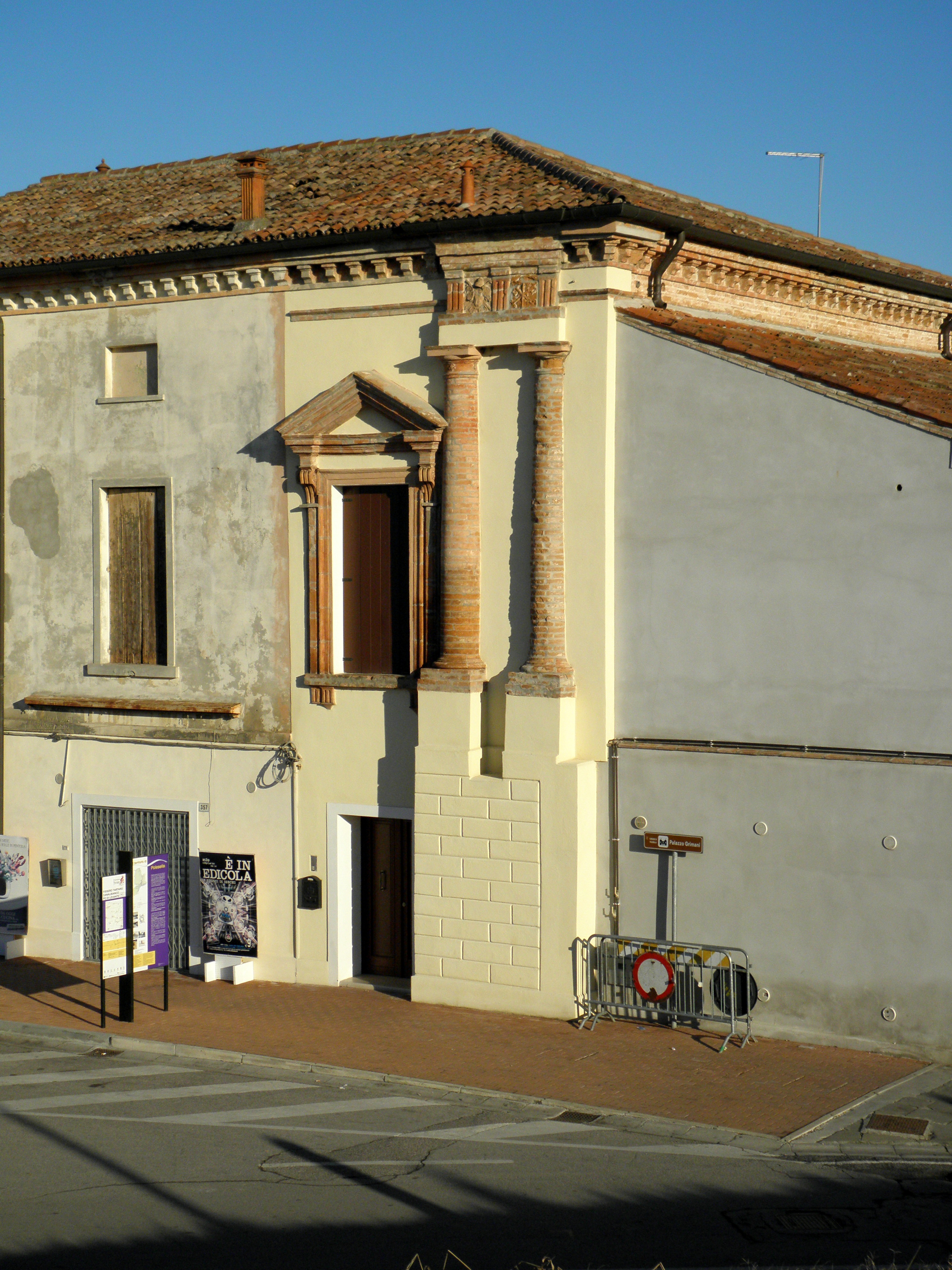
Strutture del Palazzo Grimani.

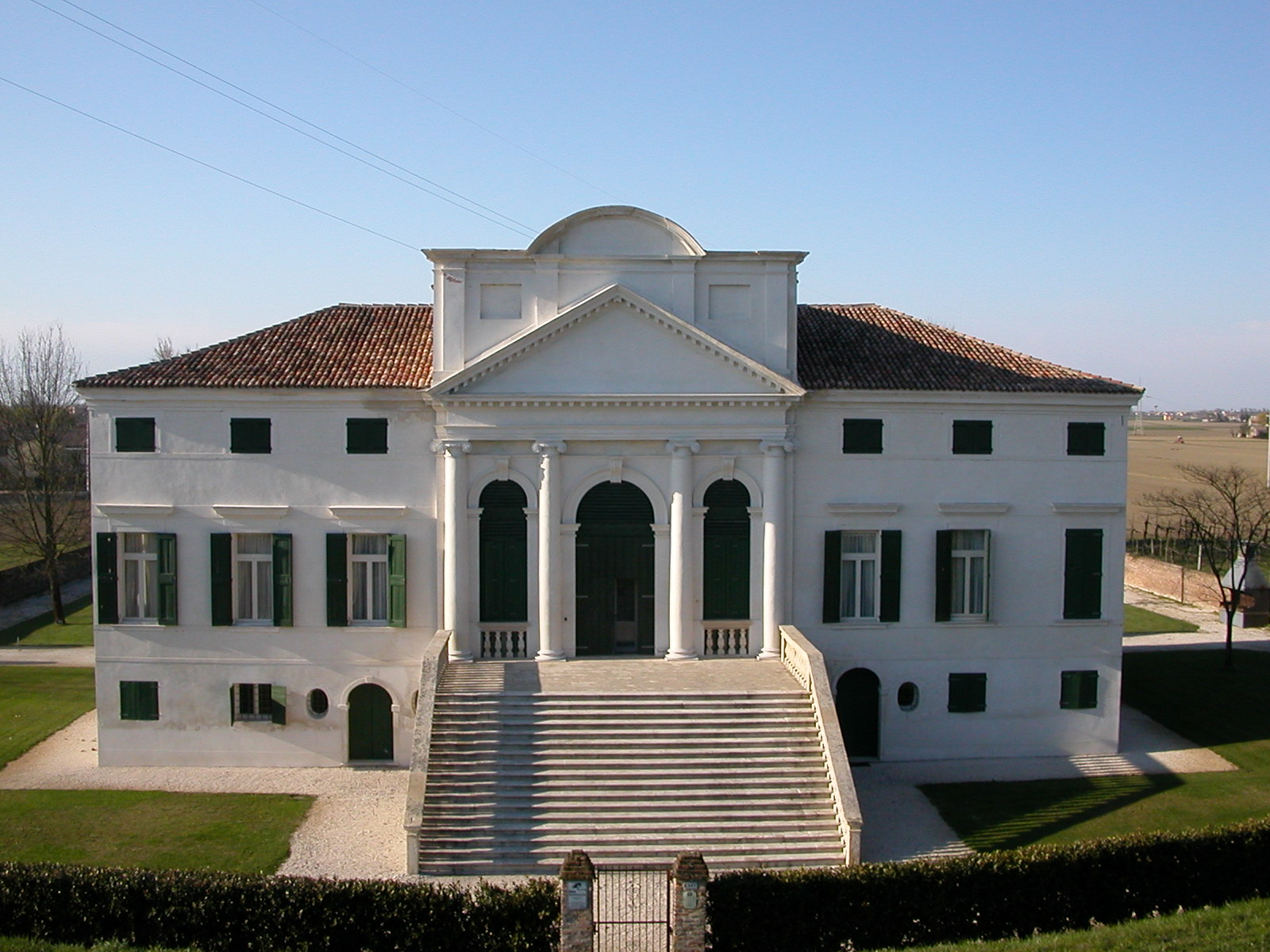
Villa Morosini, Mantovani; XVI secolo.

- Palazzo Grimani (XVI secolo). Dell'originario edificio voluto dalla famiglia Grimani ed attribuito a Vincenzo Scamozzi[7], rimangono poche tracce inglobate in strutture più recenti. Posizionato sulla piazza principale dell'attuale abitato, Piazza Matteotti, presso l'argine dove fino al suo interramento la Fossa Polesella si staccava dal fiume Po, come riportano le cronache dell'epoca venne quasi completamente distrutto da un ciclone il 19 luglio 1892.[8]
- Villa Armellini detta anche "delle sette teste" (XVI secolo). Ubicata nell'attuale Via De Paoli, fu commissionata dagli Armellini, famiglia di origini cipriote trasferitasi a Venezia ed attiva nei settori del commercio delle spezie e dell'armatoria, nel sedicesimo secolo. Data la sua struttura a base quadrata e dai muri molto spessi, si ritiene fosse originariamente un casino di caccia, ipotesi confermata da uno scritto di Antonio Canova[7], ma viene fatta oggetto di una ristrutturazione già nella prima metà del secolo successivo, ragionevolmente lecito pensare nel periodo di massima influenza della famiglia grazie alla posizione del cardinale Giovanni Battista Armellini il cui ritratto, realizzato nel 1636, è custodito nella struttura polesellana. La villa presenta una facciata impreziosita da due trifore sovrapposte con fori centinati e teste scolpite, da questo l'appellativo riferito alle teste, ed all'interno sono presenti alcune opere pittoriche del polesano Mattia Bortoloni e conservati parte degli arredi originali, strumenti musicali.[8]
- Villa (Ca') Majer. Ubicata nell'attuale Via Magarino.
- Villa (Ca') Morosini (XVI - XVII secolo). Ubicata a circa mezzo km a est del centro sulla sponda nord del fiume, ed attribuita, come il Palazzo Grimani, a Vincenzo Scamozzi, benché non si trovino documenti storici che lo attestino, fu costruita alla fine del Cinquecento per Pietro Morosini e rimaneggiata nel Seicento dal Doge della Repubblica di Venezia Francesco Morosini, che ne fece la propria dimora estiva. La villa unisce gli elementi architettonici neoclassici della facciata, il settore mediano impreziosito da lesene ioniche tipiche del palladianesimo, con quelli barocchi di frontone e fastigio.[9]. L'interno ospita affreschi cinquecenteschi della scuola di Giulio Romano, stucchi settecenteschi e soffitto a cassettoni. L'esterno presenta una scenografica scalinata centrale balaustrata, che anticamente scendeva sull'argine del Po[10].
- Villa Ricci
- Villa (Ca') Rosetta, Chereghin, Veraggio (XVII secolo). Abitazione della famiglia Chiereghin edificata alla fine del sedicesimo è caratterizzata da una facciata affiancata da porticati che risentono dell'impostazione del Longhena. Del complesso fa parte anche la cappella gentilizia intitolata alla Madonna della salute. La tradizione popolare narra di un passaggio sotterraneo, ora interrato, che la collegava a con Villa Armellini.[7][8][11]
- Villa Selmi, Serafini (XVI secolo). Conosciuta popolarmente come "Il Palazzone" è ubicata in Via Nazionale (S.S. 16), circa un km a nord al di fuori del centro dell'abitato. Edificata forse nel XVI secolo venne sicuramente rimaneggiata nella seconda metà del XVIII secolo.

#### Corti
- Corte Pietro Selmi (XIX secolo). Ubicata in Via G. Marconi e costituita da una villa ed una piccola chiesa, dopo essere stata utilizzata come asilo è attualmente sede della Casa di Riposo "Opera Pia". Il viale alberato con cui si accede al complesso ricopre un interesse storico–ambientale.[7]
- Corte "Palazzi", Via Raccano nell'omonima frazione.

## Società

### Evoluzione demografica
Abitanti censiti

## Geografia antropica

### Frazioni
Lo statuto comunale di Polesella non menziona nessuna frazione. In base al 14º Censimento Generale della Popolazione e delle Abitazioni, i principali centri abitati sono:
- Botta: 37 abitanti, altitudine 4 m s.l.m.;
- Ca' Peppina: 15 abitanti, altitudine 6 m s.l.m.
- Raccano: 153 abitanti, altitudine 4 m s.l.m.;
- Rocca: 46 abitanti, altitudine 4 m s.l.m.

## Amministrazione

### Sindaci dal 1946
|                                                      | Luigi Noventa      | Partito Comunista Italiano | 1946-1950      | 1946 |
|                                                      | Secondo Astolfi    | Partito Comunista Italiano | 1950-1964      | 1946 |
| 1951                                                 | Secondo Astolfi    | Partito Comunista Italiano | 1950-1964      |      |
| 1956                                                 | Secondo Astolfi    | Partito Comunista Italiano | 1950-1964      |      |
| 1960                                                 | Secondo Astolfi    | Partito Comunista Italiano | 1950-1964      |      |
|                                                      | Dedio Zamboni      | Partito Comunista Italiano | 1964-1980      | 1964 |
| 1970                                                 | Dedio Zamboni      | Partito Comunista Italiano | 1964-1980      |      |
| 1975                                                 | Dedio Zamboni      | Partito Comunista Italiano | 1964-1980      |      |
|                                                      | Maruzza Astolfi    | Partito Comunista Italiano | 1980-1995      | 1980 |
| 1985                                                 | Maruzza Astolfi    | Partito Comunista Italiano | 1980-1995      |      |
| 1990                                                 | Maruzza Astolfi    | Partito Comunista Italiano | 1980-1995      |      |
| Sindaci eletti direttamente dai cittadini (dal 1995) |                    |                            |                |      |
|                                                      | Debora Linea       | Centro-sinistra            | 1995-2004      | 1995 |
| 1999                                                 | Debora Linea       | Centro-sinistra            | 1995-2004      |      |
|                                                      | Ornella Astolfi    | Centro-sinistra            | 2004-2014      | 2004 |
| 2009                                                 | Ornella Astolfi    | Centro-sinistra            | 2004-2014      |      |
|                                                      | Leonardo Raito     | Centro-sinistra            | 2014-2024      | 2014 |
| 2019                                                 | Leonardo Raito     | Centro-sinistra            | 2014-2024      |      |
|                                                      | Emanuele Ferrarese | Centro-destra              | 2024-in carica | 2024 |

Una delle particolarità del paese rivierasco è di essere un "comune rosa" avendo avuto, per ben sette lustri, sindaci donna.

### Gemellaggi
- Lučenec.
- Sanvincenti.

## Sport
Il bisnonno di Thiago Motta, ex-calciatore italo-brasiliano, era originario di Polesella.